# Hypericum hirtellum
Hypericum hirtellum är en johannesörtsväxtart som först beskrevs av Édouard Spach, och fick sitt nu gällande namn av Pierre Edmond Boissier. Hypericum hirtellum ingår i släktet johannesörter, och familjen johannesörtsväxter. Utöver nominatformen finns också underarten H. h. assyriacum.